# Gymnanthera oblonga
Gymnanthera oblonga är en oleanderväxtart som först beskrevs av Nicolaas Laurens Nicolaus Laurent Burman, och fick sitt nu gällande namn av Peter Shaw Green. Gymnanthera oblonga ingår i släktet Gymnanthera och familjen oleanderväxter. Inga underarter finns listade i Catalogue of Life.